# 有限会社地球防衛隊
『有限会社 地球防衛隊』は1999年4月28日にメディアリングより発売されたプレイステーション用ゲームソフトである。メカニックデザインに小林誠、演出・監修・タイトル文字に実相寺昭雄を迎え、アイドルが巨大メカを操り「人命を守り、悪に立ち向かう正義の味方」として活躍するというコンセプトをもつ。
ゲーム内容としては、アイドルを育成する育成パートと依頼を受けてさまざまな活動を行う戦術パートに分かれている。育成パートではヒロインたちの能力や人気を高めながら、コンサートやミッションに備えていく。戦術パートは戦術シミュレーションゲームとなり、救助活動などを進めていく。また、アイドルたちには主人公に対する好感度のステータスがあり、ゲームの目的を達成したときにはヒロインごとのエンディングを迎えることもできる。

## ストーリー
時代は2016年、舞台となるのは首都機能移転によって千葉県に作られた第二東京市郊外。中堅保険会社の社員で「奇才」とよばれた主人公は野心的すぎる計画を発表したことが災いして子会社である（有）地球防衛隊（以下、GEO）に配属された。そこは天災・人災を問わず保険会社がカバーする災害の損害を最小限のものとするために特殊救難救助隊として設立されていたものの、貧弱な予算・設備などのため十分に活躍できず、赤字は増す一方だった。さらに親会社はGEOに対し、2年間で100億円の経常利益が出せない場合、GEOを廃業することを通知してきた。
こうした条件の中、GEO幹部は生き残りをかけて「I計画」を立ち上げる。それは女性社員を救助隊のイメージガールとし、会社の知名度を上げるというものであった（「I計画」のIはアイドルidolのこと）。しかし、それだけでは十分なインパクトは狙えない。そこで「正義の味方なら、それらしい装備が必要」という意見から「正義の味方」にふさわしい巨大ロボットを作るという、さらに無謀な計画が立ち上げられた。
さまざまな天災や事故、頻発するテロ、さらにGEO乗っ取りをたくらむ巨大企業の影に対抗しながら、アイドル班班長となった主人公はノルマ達成を目指す。

## ゲームの進行
2016年4月1日からゲーム開始。ミッションごとに「第X話」というアイキャッチが入るが、時間がスキップされたりすることはない。ある指定された日には固定したイベントも発生する。通常は架空のOS「LOGOS」を用い、キャラクターの能力などを確認しながらゲームを進める。また、メールにてイベントに関する情報が入ることもある。
そして、偶数月ごとに経営会議が開かれる。そこでアイドル候補の加入・落選（アイドルからはずされたキャラは本来の部署に戻り、主人公による育成対象からはずされる。）、コンサートの予定、新たな兵器の開発を決定する。

### 育成パート
育成パートでは、アイドル班のメンバーを成長させる。週の初めにアイドルたちの1週間のスケジュールを立てる。このとき、一人だけ直接指導・監督できる。選ばれたメンバーは1日単位でスケジュールを組むことができるほか、週末にはデートへ誘うこともできる。一週間が終了すると監督したキャラのステータスの変化を確認できる。監督しなかったキャラのそれは次の週の初めに「LOGOS」で確認できる。
アイドルのステータスには、大別してアイドルの資質に関わるものと実務用のものに分けられる。キャラクターにはそれぞれ得意分野があるため、それに応じたスケジュールを組むことになる。
キャラクターの成長は、重要な収入源となるコンサートの成否や戦術パートでの行動を左右することになる。

### 戦術パート
前述のとおり、戦術パートは戦術シミュレーションの形式をとる。戦術パートに参加できるのはアイドル班と実動班のメンバーのみで、出撃できるメカは作戦ごとに決められている。作戦に入る前に、その概要説明と、装備や搭乗員の選択が行われる。また、「LOGOS Safeモード」が起動し、ミッション開始から再開できるデータをセーブすることができる。搭乗するメカや車両を操作するにはそれぞれの機体に応じた免許が必要とされ、それが無い者はその車両に乗ることができない。車両の装備の選択を行った後は作戦会議が開かれる。このときに攻略のヒントが与えられたり、選択で微妙に難易度が上下したり、後述する成功率に影響を与えることがある。そして、選択したユニットを率い、救助活動やテロの鎮圧などの作戦を実行する。
戦術パートでは、ストーリーの性質上、災害救助系のミッションが多い。そのため、敵を撃破する「戦闘」よりも効率のよい移動や他のユニットの誘導が必要とされ、パズル的な思考が求められることが多い。装備にも避難を呼びかけるための拡声器や牽引用のワイヤーガン、誘導や足止めに使えるスモーク弾などがあり、それらを使うことがしばしばである。また、ミッションに関係の無い車両やオブジェクトはロボで踏み潰して破壊することが可能だが、その場合、損害賠償請求をされて、利潤からその分を引かれてしまう。戦闘で自ユニットが破壊されたときも修理費が利益から引かれるが、その額は一般車両とは比べ物にならない。
ミッションが成功すると、成功報酬が入り、参加した人員には「実務経験」が加算される。さらに参加したアイドル班のメンバーの人気も上昇する。なお、ミッションには「成功率」があり、それが100%未満だと成功報酬が減額され、その後のイベントにも影響を与えることがある。成功率はクリアまでのターン数や達成目標などによって上下する。

## メカ
本作の特徴の一つが多くのメカである。

### 汎用ロボット・ディダクティ
ディダクティ1号機
GEOが初めて開発した巨大ロボ。既存の技術の応用や現存する作業用重機の中古部品を活用すること（例えば手はショベルカーのアームを基にしている）で何とか人型ロボットにしたもの。主な素材は木材に強化プラスチックで、動力はディーゼル。はっきり言えば「ハリボテ」であり、運動性能に大きな制約を受けている。主人公の選択により、装甲重視型か機動性重視型かに変化する（外見の変化は無い）。なお、法律上は作業用重機に分類されているようで、搭乗するにはその免許が必要。アイドルの場合、ある能力が一定以上になればイベントで免許を取得できる。
ディダクティ2号機
1号機の活躍によって飛躍的に増加した開発予算と比較的長めの開発期間をもって、部品から製作することができた。主な素材は強化プラスチックとアルミ合金。動力はディーゼルのままだが、軽量化に成功している。それに加えて、最新式のオートバランサーをつけたため、運動性能は大きく飛躍し、外見もより「正義の味方」のロボットらしくなった。中盤から最終ミッションまで登場し、もっとも長く使うことになる。
ディダクティ3号機
世界的な機械メーカーであるウェルズ社の技術支援を受けて開発された機体。主な素材はチタン合金とケブラー。設計段階から見直しが進められ、運動性能をはじめとして大幅な進歩を遂げ、外見はさらにスマートなものとなっている。終盤に登場するため、出番は少ない。場合によっては開発しても登場するミッションがないことや開発すらできないことさえある。

### GEO車両
93式戦闘車
自衛隊にも配備されている（もちろん架空）戦闘車両をGEO仕様に改装したもの。速度と強度のバランスが取れている。
3式高速装甲車
装甲をやや犠牲にして機動性を重視した車両。
76式装甲車
旧式車両だが、実動班班長の希望により現役。当然、彼の愛機で、作戦のときはこの車両から指揮する。機動力は低めだが重装甲。
0式装甲戦闘二輪
ドイツ製軍用バイクをベースとしている。改造により、他の車両と同様の装備をつけることができる。また、すべてのキャラクターがはじめから搭乗できる唯一の機体。機動力は高いが強度は低い。
工兵トラクター
外見はブルドーザーだが、他の戦闘車両と同じものを装備できる汎用性の高い機体。ただし、機動力はやや低め。土砂の撤去などで地味に活躍することが多い。

### GEO特殊工作機・汎用輸送機
ジェットドリル
巨大なドリルを備えた特殊工作用土木兵器（法律上は大型車扱い）。一年目の中ごろに開発されるが、1つのミッションでしか運用できないため、外見に比して影が薄い。発進時にはムービーが挿入される。
高圧放電車
いわゆるメーサー車をオマージュした特殊車両（法律上は大型車扱い）。高電圧の電撃を放射し、目標にダメージを与える。しかし、戦闘らしい戦闘の少ない本作では登場することは少なく、完成時のインパクトに比べると少し影が薄い。最初の発進時にはムービーが挿入される。
大型輸送ヘリ
ロシア製の輸送用大型ヘリの中古品をベースに整備班がかき集めたパーツを流用して作られた。ディダクティの輸送に使われるため、登場の機会は少なくないが、操作できない。タンクには「みんなで作ろう明るい社会」という標語が書かれている（オープニングムービーで少しだけ確認できる）。

### その他
歩行中型戦車・インディペンデント
ウェルズ社が開発した無人兵器。高性能のAIによる自立思考と多数のセンサーとレーダーで敵を感知する。60mm戦車砲とBGM-71 TOWが主兵装。キャタピラではなく、多脚型の機体でどのような場所でも移動できる。コンピュータの誤作動により、周囲を破壊するようになってしまった。
多砲塔巨大戦車・インペリアル
ウェルズ社が開発した超巨大戦車。戦艦の主砲に相当する38センチ砲1門を主砲とし、12センチ速射砲2基・120ミリ連装滑空砲2基・75ミリ3連装砲2基、地対地ミサイルなどをも搭載し、対空兵装や電子戦装備も完璧な究極兵器。テロリストに奪われる。

## 登場人物
GEO社員は本名のほかに社内で呼ばれる通称がある。人物名の後の丸括弧は社内の通称である。

### アイドル
橋口 遥香（ハルカ）
声 : 三五美奈子
もともとは経理を担当していたが、「I計画」によりアイドル候補生となる。22歳。控えめで落ち着いた性格の才媛だが、そこをつけこまれることもある。礼儀作法に優れる。
夕月 美貴（ミキ）
声 : 森野ことり
元GEO看護師。ハルカらと共にアイドル候補生となる。20歳。快活で正義感が強いが、それが思わぬトラブルを招くことも。メカやロボットに対する情熱も持つ。小学生ぐらいの弟がいる。元看護師のため、救助活動向き。
ジーナ・M・神之宮（ジーナ）
声 : 七瀬里緒
アイルランド系のハーフ。元総務だが、ハルカらと共にアイドル候補生となる。20歳。入社の経緯は明らかにされていないため謎が多く、社長すら過去のことはよく知らない。性格はまじめで、ひたむき。日本の特撮物のファン。対外交渉に優れる。
垣崎 葵（アオイ）
声 : MARIO
元実動班。高校を家庭の事情で中退し、自衛隊に入隊する。その後、ある人物を追うようにしてGEOに入社する。22歳。最初の経営会議以降、アイドル班に加えることができる。情熱的だが生真面目な美女。元自衛隊員だけあって、戦術パートで最も活躍できるアイドル。
篠原 みちる（ミチル）
声 : 静木亜美
はじめからアイドルとすることを前提にした候補生1期生だが、電脳班に仮配属（一年目の9月に加わる）。17歳。高校を中退し、GEOに入社する。いわゆる綾波系キャラで、生い立ちから人付き合いを避けている。情報処理に優れる。場合によっては登場しなくなる。
坂原 縁（ユカリ）
声 : 渡邉優子
整備班に仮配属されている候補生1期生（一年目の9月に加わる）。ボーイッシュな外見で、メカオタク。19歳。もちろん、機械に強い。場合によっては登場しなくなる。
一条 久美子（クミコ）
声 : 佐藤美佳子
候補生1期生の一人（一年目の9月に加わる）。現役高校生のためアルバイトとして採用される。16歳。アイドル向きの能力・容姿だが、協調性と実務的な能力に欠ける。実家は富豪で、何でも金銭で解決しようとする両親に反発している。場合によっては登場しなくなる。

### GEO社員
モトコ・A・スミス（モトコ）
GEO社長。切れ者だが、直感的に行動することも多い。父は親会社の社長であるが、遠慮の無い言い合いによって、親子間のトラブルは絶えないという噂もある。条件を満たせば、彼女をヒロインとしたエンディングも見られる。
桜木優莉（ユーリ）
経理責任者で、実質的なナンバー2。敏腕ゆえか備品や経費には非常にうるさい。
菊内統治（キク）
実動班班長。自衛隊に所属していたこともあり、関連会社で要人警護も行っていた。正義感が強く、採算よりも人道的な面を重視する。ハルカとハシとは幼馴染。本作唯一の妻帯者。
龍見剛（リュウ）
実動班。自衛隊および関連会社に所属していたときからのキクの後輩。軽口をたたく癖がある。
鷹崎祐司（タカ）
実動班。建物の3階から落ちても、ロボに車で衝突しても軽傷しか負わない体育会系キャラだが、趣味は料理。
黒田昌人（クロ）
実動班。士官学校を中退し、GEOに入社する。真面目なためか出番は少なく、地味なキャラ。一年目の終わりから登場する。
大迫雅道（ダイ）
実動班。クロの悪友で、共に士官学校を中退した。かなりの女好きで、ミチルにアプローチをかける。一年目の終わりから登場する。
橋口憲丞（ハシ）
電脳班班長。作戦時には参謀的な役割も果たす。コンピュータ技術者としては超一流だが、気障で自信過剰。ハルカの双子の兄だが、髪の色以外性格・容姿共にまったく似ていない。
真辺千佳（チカ）
電脳班。高校中退でGEOで最年少ながら、優れた情報分析能力を持ち、作戦時のオペレーターにもなる。お菓子が好き。条件を満たせば、彼女のエンディングも見られる。
矢部章雄（ヤベ）
整備班班長。大手旅客機メーカーからスカウトされた。ディダクティをはじめとした多くのメカ・兵器の開発を手がけ、不可能を可能にしてきた名エンジニア。ただし、「リニアほいほい」「P（プログレッシブ）.タネガシマ」など開発品のネーミングセンスは奇抜すぎて、他の人物から呆れられたりからかわれたりすることもある。
柴田敏明（シバ）
整備班。本業の車両整備そっちのけでロボのデザインに励む特撮マニア。
八塚萌葱（モエギ）
医療班主任で医師。医師免許のほか、薬剤師やメンタルケアの資格も持ち、人命救助のほか、社員の心身もサポートする。ミッションにも後方に控えていることが多い。彼女の何気ない一言をモトコが拾って実行することも多々ある（そもそも「I計画」自身が彼女のちょっとした一言をきっかけにして実行された）。

### その他
ディック
ウェルズ社社員。GEOとウェルズ社とのパイプ役だが、その真意はつかみ難い。
マサキ
テロリスト。GEO内部に侵入したり、ハッキングを仕掛けたりし、第二東京市で暗躍している。
イヴリー
元IRAのメンバー（作中ではぼかされている）。現在はさらに過激なテログループ「オフィラ・カーナ」に所属し、マサキと共に謀略を行うこともある。とあるキャラとは面識がある様子である。
TVレポーター
GEOを追いかけている女性レポーター。ミッションの後のイベントによく登場する。主人公が彼女に取材されることもある。

## 関連商品

### 書籍
- 覇王ゲームスペシャル　有限会社地球防衛隊完全攻略ガイド（講談社）
- プレイステーション必勝法スペシャル　有限会社地球防衛隊（ケイブンシャ）
- 有限会社地球防衛隊　開発設定資料集（ケイブンシャ）

### CD
- 有限會社　地球防衛隊（ポニーキャニオン　サイトロンレーベル）